# SŽD-Baureihe ТС
Als Baureihe ТС (deutsche Transkription TS) reihten die Sowjetischen Eisenbahnen (SŽD) folgende Lokomotiven der Deutschen Reichsbahn (DR) ein:
- DR-Baureihe 03
- DR-Baureihe 03.10